# صك الاستسلام الألماني

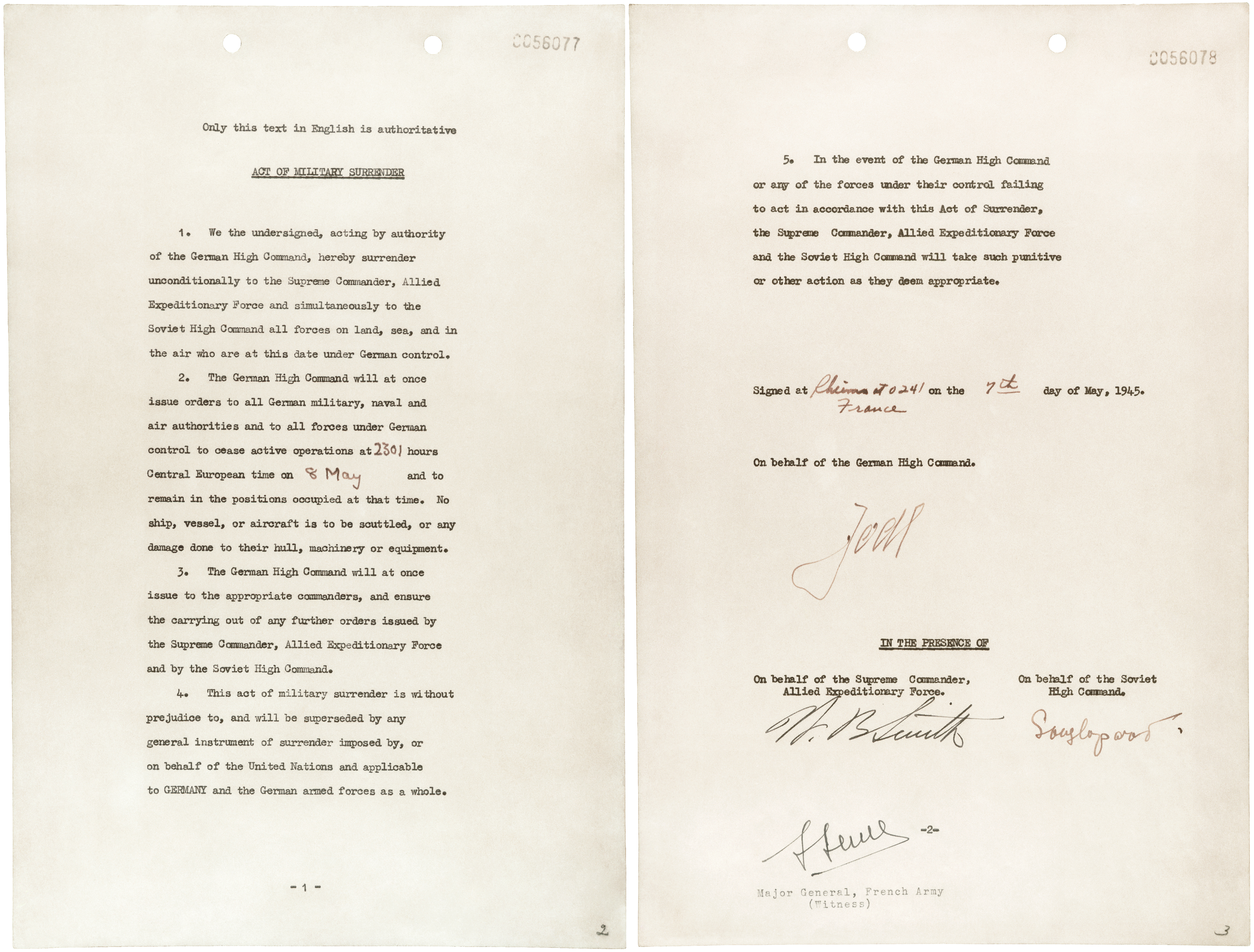
صك الاستسلام الموقع في ريمس بتاريخ 7 مايو 1945

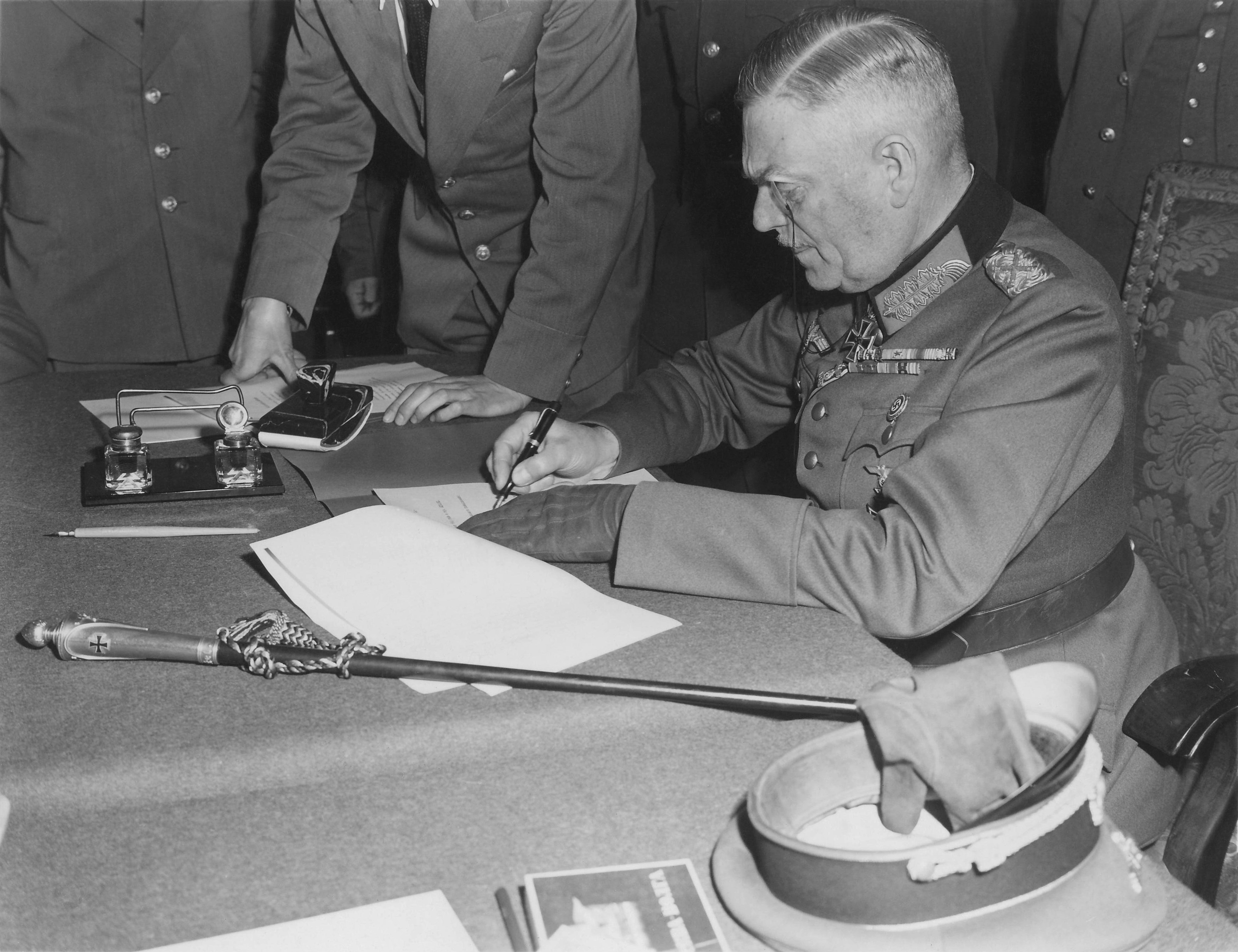
ويليهام كايتل يوقع صك الاستسلام

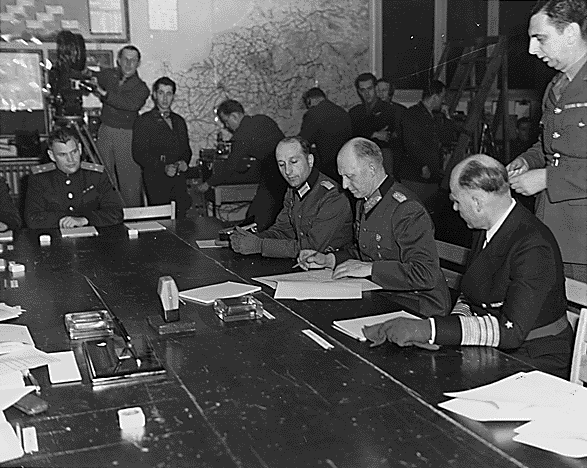
ألفرد يودل يوقع صك الاستسلام

صك الاستسلام الألماني (بالألمانية: Bedingungslose Kapitulation der Wehrmacht) هو وثيقة قانونية تم بموجبها إعلان الهدنة وإنهاء الحرب العالمية الثانية في أوروبا تم توقيعها من جانب ممثلين للقيادة العليا للفيرماخت (بالألمانية: Bedingungslose Kapitulation der Wehrmacht) من جهة وممثلين عن قوات القيادة العليا لقوات استطلاع الحلفاء والقيادة السوفيتية العليا بالإضافة لنائب عن القوات الفرنسية والذي حضر مراسم التوقيع بصفة شاهد عليه بتاريخ 7 مايو 1945، كما تم توقيع الصك نفسه مرة أخرى من جانب ممثلين للأفرع الثلاثة للقوات النازية من جهة وممثلين عن القيادة العليا للجيش الأحمر بتاريخ 8 مايو 1945 بحضور ممثلين عن القوات الفرنسية والأمريكية كشهداء على التوقيع (انظر: حلفاء الحرب العالمية الثانية)، ويُعرف تاريخ 7 مايو 1945 بيوم النصر في أوروبا في حين يُحتفل بيوم النصر في روسيا والدول السوفيتية السابقة في 8 مايو من كل عام وذلك لتوقيع صك الاستسلام الألماني بعد منتصف الليل بتوقيت موسكو، كما يُعرف اليوم نفسه في ألمانيا بيوم الاستسلام (بالألمانية: Tag der Kapitulation)، جدير بالذكر أن صك الاستسلام صدر بثلاث لغات لا يُعترف سوى بالإصدارين الروسي والإنجليزي منهم.

## ترجمة الوثيقة
ترجمة الوثيقة باللغة الإنجليزية:
- إن القيادة العليا الألمانية في توقيت واحد تعلن إصدار أوامر إلى جميع السلطات العسكرية والبحرية والجوية الألمانية وعلى جميع القوى تحت السيطرة الألمانية على وقف عملياتها في الساعة 23.01 بالتوقيت المركزي الأوروبي يوم 8 مايو 1945، والبقاء في جميع المواقع التي كانت تحتلها في ذلك الوقت و القيام بنزع السلاح تماماً، وتسليم الأسلحة والمعدات إلى قادة التحالف المحلي أو موظفين معينين من قبل النواب للأوامر العليا الحلفاء. والإبقاء على كافة السفن والطائرات، والآلات والمعدات، وكذلك إلى الأجهزة بجميع أنواعها والتسليح والأجهزة وكافة الوسائل التقنية المستخدمة حربياً بشكل عام.
- إن القيادة العليا الألمانية تعلن بشكل موحد لجميع القادة بضرورة ضمان تنفيذ أي أوامر أخرى صادرة عن القائد الأعلى لقوات الحلفاء ومن قبل القيادة العليا للجيش الأحمر.
- هذا الاستسلام العسكري بدون إخلال إلى أي صك عام للإستسلام قد تفرضها الأمم المتحدة او ما ينوب عنها وسيتم حل محلها، والذي ينطبق على ألمانيا والقوات المسلحة الألمانية ككل.
- بموجب هذا البيان ففي حال قيام القيادة العليا الألمانية أو أي من القوات الخاضعة لسيطرتها بعدم التحرك وفقا لأحكام هذا الاستسلام، فإن لقائد الأعلى لقوات الحلفاء والقيادة العليا العليا للجيش الاحمر اتخاذ أي إجراء عقابي أو غيرها حسب ما تراه مناسبا.
- يوجه هذا القرار في اللغات الانكليزية والروسية والألمانية. ولكن تكون اللغة الإنجليزية والروسية هي النصوص الأصلية فقط.

ألمانيا:
المارشال فيلهلم كايتل رئيس هيئة الأركان العامة للقوات المسلحة الألمانية (القيادة العليا للفيرماخت Wehrmacht) وممثلا للجيش (هير Heer)
الأميرال العام هانز جورج فون فريديبورغ قائدا أعلى للقوات البحرية الألمانية (كريغسمرين Kriegsmarine)
الكولونيل جنرال هانز يورغن شتومف ممثلًا لسلاح الجو (لوفتوافا Luftwaffe) الاتحاد السوفيتي: المارشال غيورغي جوكوف نيابة عن القيادة العليا للجيش الاحمر
المملكة المتحدة: قائد القوات الجوية المارشال السير آرثر وليام تيدر [الإنجليزية]نائب القائد الأعلى لقوات الحلفاء.
الولايات المتحدة: جنرال كارل سباتز قائد القوات الأميركية الجوية الاستراتيجية، (شاهدًا)
فرنسا: الكولونيل جنرال جان دي لاتر دي تاسيني [الإنجليزية] القائد الجيش الفرنسي الأول، (شاهدًا)